# Renault Type PK
Der Renault Type PK war ein französisches Personenkraftwagenmodell der Zwischenkriegszeit von Renault. Er wurde auch 15 CV genannt.

## Beschreibung
Die nationale Zulassungsbehörde erteilte am 18. Juni 1926 seine Zulassung. Als siebensitzige Variante des Renault Type PG hatte das Modell weder Vorgänger noch Nachfolger. 1927 endete die Produktion.
Der wassergekühlte Sechszylindermotor mit 75 mm Bohrung und 120 mm Hub hatte 3181 cm³ Hubraum. Die Motorleistung wurde über eine Kardanwelle an die Hinterachse geleitet. Die Höchstgeschwindigkeit war je nach Übersetzung mit 49 km/h bis 61 km/h angegeben.
Der Radstand maß 356 cm. Das Fahrgestell wog 1080 kg. Der Wendekreis war mit 13 Metern angegeben.
Im November 1926 betrugen die Preise 48.000 Franc für einen Tourenwagen und 55.000 Franc für eine Pullman-Limousine, beide mit sieben Sitzen.